# Sujatha Byravan
Sujatha Byravan es Asesor Junior en el Centro de Finanzas para el Desarrollo en IFMR donde el foco de su trabajo está en la adaptación al calentamiento global. Sus intereses están en las amplias áreas de la ciencia, la tecnología y el desarrollo y se basan en su experiencia técnica y la educación en las ciencias biológicas. Sus proyectos y publicaciones recientes han versado sobre el aumento del nivel del mar, los emigrantes y exiliados medioambientales, políticas de biotecnología, la innovación, y la ciencia del desarrollo sostenible.
Entre 2002 y 2007, fue director Ejecutivo y Presidente del Consejo por una Genética Responsable (CRG: Council for Responsible Genetics), una organización no lucrativa/no gubernamental dedicada a promover el debate informado sobre las implicaciones sociales, éticas y ambientales de las nuevas tecnologías genéticas. CRG lleva a cabo políticas de investigación, educación y defensa.
Byravan recibió un doctorado en biología molecular en 1989 de la Universidad de Carolina del Sur. Completó su trabajo posdoctoral de 1993 a 1995 en la UCLA. Luego trabajó en la India como escritora de ciencia y periodista independiente. Ha escrito acerca de temas como la política científica, las cuestiones de género, y las preocupaciones ambientales y la política de la India. Durante ese tiempo, Byravan también se convirtió en miembro del Programa de LEAD (Liderazgo para el Medio Ambiente y Desarrollo) de la Fundación Rockefeller(de 1995 to 1997). Más tarde se desempeñó como Director del Programa de Becarios Internacionales de LEAD en el período 1999-2002, y fue responsable de desarrollar y ejecutar el programa para los graduados de LEAD, que suman más de 1.300 y trabajan en todo el mundo en diversos sectores.
Byravan es también miembro del Seminario Global de Salzburgo de biotecnología: Asuntos Legales, Éticos y Sociales. Además recibió una Comunidad Residencial de la Fundación Rockefeller en Bellagio en 2007. Actualmente pertenece al personal de LEAD en la India.

## Publicaciones seleccionadas
- "Antes del diluvio". New York Times. 9 de mayo de 2005.
- "Ensuring privacy in genetic testing". Boston Globe. Byravan & Matlaw. 2 de noviembre de 2005.
- "Tipificación del ADN - una tecnología del miedo".Development, Vol. 49, No. 4, pp. 28-32, 2006
- "Louise Brown cumplirá 28 años este año. The Indian Express. 17 de marzo de 2006.
- "Género e Innovación en el sur de Asia (PDF)". Innovación, política y ciencia. Febrero de 2008.
- "La alarma de exilio Climático"" Archivado el 18 de julio de 2009 en Wayback Machine. The Hindu. 15 de julio de 2009.
- "¿Dónde está la ciencia de los cultivos transgénicos?". IndiaTogether. 6 de noviembre de 2009.
- "El calentamiento de los inmigrantes: Una opción para la política climática EE.UU." (enlace roto disponible en Internet Archive; véase el historial, la primera versión y la última)..Semanario económico y político, 7 de noviembre de 2009.
- "Las implicaciones éticas de la subida del nivel del mar debido al cambio climático".Ética y Asuntos Internacionales, Finales del 2010.
- "El Informe Inter-Académico de la Academia de Cultivos Genéticamente Modificados: ¿Está haciendo una farsa de la Ciencia?". Semanario económico y político, 23 de octubre de 2010.
- "Cambio Climático: Iniciativa ante el Aumento Nivel del Mar". Noviembre de 2010.
- "Las ventajas del desarrollo de una vía de baja emisión de carbono". Semanario económico y político, 20 de agosto de 2011.